# Robert Giardina
Robert P. Giardina (* 16. Mai 1957 in Massachusetts) ist ein US-amerikanischer Schauspieler und Stand-up-Komiker.

## Leben
Giardina wurde in der ersten Generation als Italoamerikaner in Massachusetts geboren, wo er auch aufwuchs. Im Alter von acht Jahren wusste er, dass seine Berufung im Unterhaltungsgeschäft lag. Nachdem er jahrelang an der Ostküste gelebt hatte, beschloss er nach Los Angeles, Kalifornien, zu ziehen. Er ist außerdem als Stand-up-Comedian tätig und trat auf den Bühnen der The Laugh Factory, The Improv Comedy Club, The Comedy Store oder The Ice House auf.
Sein Filmschauspieldebüt erfolgte in den 1980er Jahren. Er übernahm einen Charakter im 1995 erschienenen gleichnamigen Videospiel zum Film True Lies – Wahre Lügen. 2014 verkörperte er eine der Hauptrollen im Kurzfilm Mr. Murphy, der am 22. August 2014 auf dem Action On Film International Film Festival uraufgeführt wurde. Eine weitere größere Rolle spielte er 2017 in Destruction: Los Angeles.

## Filmografie (Auswahl)
- 1989: Glory
- 1994: Where Angels Dance
- 1995: True Lies (Videospiel)
- 2005: The Circle
- 2005: Johnny Slade’s Greatest Hits
- 2005: Meet the Mobsters
- 2006: The Black Hole (Fernsehfilm)
- 2009: Lies & Illusions
- 2014: Mr. Murphy (Kurzfilm)
- 2017: Destruction: Los Angeles
- 2020: Gravesend (Fernsehserie, Episode 1x03)